# دانيال جي. ألبرت
دانيال جي. ألبرت (بالإنجليزية: Daniel G. Albert)‏ هو قاضي وسياسي أمريكي، ولد في 14 سبتمبر 1901، وتوفي في أغسطس 1983. حزبياً، نشط في الحزب الجمهوري. وقد انتخب عضو مجلس ولاية نيويورك.